# Anghel si ti
„Anghel si ti” („Ангел си ти”) (bul.: Ești un înger) este un cântec compus și interpretat de Miroslav Kostadinov și a reprezentat Bulgaria la Concursul Muzical Eurovision 2010. Cântecul a fost selectat pe 28 februarie 2010 dintre cinci piese interpretate de Kostadinov, obținând peste 48% din voturi.